# يافا تعد قهوة الصباح
يافا تعد قهوة الصباح هي رواية للروائي الفلسطيني أنور حامد. صدرت الرواية لأوّل مرة عام 2012 عن المؤسسة العربية للدراسات والنشر في بيروت. دخلت في القائمة الطويلة للجائزة العالمية للرواية العربية لعام 2013، المعروفة باسم «جائزة بوكر العربية».

## حول الرواية
يروي الكاتب  أنور حامد في هذه الرواية حكاية تدور أحداثها في مدينة يافا الفلسطينية، وقرية بيت دجن القريبة منها في أربعينيات القرن العشرين، ما قبل النكبة. الرواية لا تتحدث عن رحلة شتات وهجرة ومخيمات نزوح الفلسطينيين، بل عن أسواق وحمّامات تركية ورحلات عائلية إلى شواطئ طبريا وسهرات في نواد ليلية. لا تغزو أجواء يافا استعدادات الحرب وأصوات الرصاص والمدافع، بل سهرات رمضانية وزيارات أعياد الميلاد، تقاليد الأعراس وطقوس حياة المدن والقرى، بشؤونها اليومية الصغيرة، بتقاليدها ووتيرتها، بأعيادها ومواسمها. يتقاسم مشاهد هذه الرواية إقطاعيون وفلاحون ومدنيون، أمّيون وخريجو جامعات راقية، يهود ومسيحيون ومسلمون، بلطجيون ومثقّفون، نساء يلتزمن المطبخ وفتيات يطمحن إلى التحليق. هي حياة انفكّت من الذاكرة، ومشاوير عادت إلى الطرقات وحكايات انبعثت في المقاهي. يافا نزعت عن شاطئها الليل كي تعد قهوة الصباح.
سعى أنور حامد في روايته لتضمين السردية الفلسطينية، وسردية الآخر المستعمر، بطريقتين الأولى إحياء المجتمع المدني الفلسطيني الذي كان موجوداً بزخم في يافا قبل النكبة، ثم متعلقات هذا الإحياء وإعادة ترميم الذاكرة وتصويبها، والبحث عن نقطة بداية جديدة تسبق النكبة، أما الثانية فتتمثل في الوقوف على السردية الإحيائية للمجتمع المدني مجابها لخطاب الآخر الذي عمل جاهداً حتى يقنع العالم بأن فلسطين لم توجد قط، أو يقنعه، في أحسن الأحوال، بأن من سكنها قبل النكبة ليسوا سوى مجموعة من الرعاة والفلاحين.

## أسلوب الكاتب
اهتم الكاتب في بعث التاريخ الميّت، كما اختار أسلوب روايته بواسطة رسائل للزمن الآتي، والتي استلمها من صديقه الفيسبوكي بهاء، الذي اقترح عليه تسليمه مذكرات ورثها من جدّه فؤاد الذي عاش في يافا في أربعينيّات القرن الماضي، قبل احتلال فلسطين عام 1948. يُعتبر هذا الأسلوب أسلوب الفلاش باك، وهو من الأساليب المعروفة لكتابة الأحداث من الزمن الماضي للحاضر، في رحلة خياليّة عبر الزمن. كما راعى عنصري الزمان والمكان في روايته.

## أربعون عنوانا
تكشف الرواية عن قصور في بناء الشخصيات، مثل أبو سليم، فهو قوّاد وديكتاتور وشهواني وله علاقة باليهود والأميركان والانتداب الإنجليزي ووطني أيضا يخبئ الثائرين في بيته. في الرواية أربعين عنواناً فرعياً، لكنها لا تضيف شيئا إلى سياق العمل وفيها حديث عن كعك العيد، ورمضان، وليالي أنس في بيت أبو سليم الأرستقراطي الفلسطيني، وعرس طارق وعيد، وأبو الفوز في المخبأ السري. 